# Копривщица (община)
Община Копривщица се намира в Западна България и е една от съставните общини на Софийска област.

## География

### Географско положение, граници, големина
Общината се намира в най-източната част на Софийска област. С площта си от 139,165 km2 е 18-а по големина сред 22-те общини на областта, което съставлява 1,97% от територията на областта. Община Копривщица е една от 9-те български общини състоящи се само от едно населено място. Границите ѝ са следните:
- на северозапад – община Пирдоп;
- на север – община Антон;
- на изток – община Карлово, област Пловдив;
- на югоизток – община Хисаря, област Пловдив;
- на юг – община Стрелча, област Пазарджик;
- на югозапад – община Панагюрище, област Пазарджик;

### Природни ресурси

#### Релеф
Релефът на общината е средно и високо планински и заема централните, най-високи части на Същинска Средна гора.
В центъра на общината е разположена малката Копривщенска котловина. Дължината ѝ от север на юг е около 4 km, а ширината — 1 km и средна надморска височина 1020 m. Образувана е през младия терциер като грабеново понижение. Изградена е от гнайси, покрити с алувиално-делувиални наноси. Оградните ѝ склонове са много добре очертани, а котловинното дъно е разчленено. Около нея са разположени най-високите части на Същинска Средна гора. Тук, на границата с община Карлово се издига най-високата ѝ точка – връх Голям Богдан 1603,4 m. На запад се извисява друг средногорски първенец – връх Буная 1572,1 m.

#### Води
Основна водна артерия на общината е река Тополница (ляв приток на Марица), която протича през нея с най-горното си течение. Тя извира на 1449 m н.в. под името Ширенейска река в източното подножие на връх Бич (1449 m). Първите 12 km тече на изток в дълбока и гориста долина. След това завива на север, пресича Копривщенската котловина, на протежение от 12 km „разсича“ Същинска Средна гора чрез дълбок пролом, след което напуска пределите на общината.
Югоизточната част на община Копривщица се отводнява от най-горното течение на река Стрелчанска Луда Яна (ляв приток на река Луда Яна). Тя извира на 1472 m н.в., на 2,2 km югоизточно от връх Голям Богдан под името Медедере и тече в югозападна посока в дълбока долина.

## Население

### Етнически състав (2011)
Численост и дял на етническите групи според преброяването на населението през 2011 г.:
|                     | Численост | Дял (в %) |
| Общо                | 2410      | 100,00    |
| Българи             | 2283      | 94,73     |
| Турци               | 3         | 0,12      |
| Цигани              | 44        | 1,83      |
| Други               | 4         | 0,17      |
| Не се самоопределят | 4         | 0,17      |
| Неотговорили        | 72        | 2,99      |

### Движение на населението (1934 – 2021)
| Община Копривщица                             | Община Копривщица | Община Копривщица | Община Копривщица | Община Копривщица | Община Копривщица | Община Копривщица | Община Копривщица | Община Копривщица | Община Копривщица | Община Копривщица | Община Копривщица |
| --------------------------------------------- | ----------------- | ----------------- | ----------------- | ----------------- | ----------------- | ----------------- | ----------------- | ----------------- | ----------------- | ----------------- | ----------------- |
| Година                                        | 1934              | 1946              | 1956              | 1965              | 1975              | 1985              | 1992              | 2001              | 2011              | 2021              |                   |
| Население                                     | 2326              | 2475              | 3154              | 3211              | 3316              | 3255              | 3132              | 2669              | 2410              | 1957              |                   |
| Източници: Национален Статистически Институт, |                   |                   |                   |                   |                   |                   |                   |                   |                   |                   |                   |

### Населени места
Единственото населено място на нейната територия е град Копривщица. Население на града и общината е 2054 жители (към 15.12.2021).

## Транспорт
През общината преминава участък от 22,8 km от Републикански път III-606 (от km 3,6 до km 26,4) от Републиканската пътна мрежа на България.

## Топографска карта
- Лист от карта K-35-37. Мащаб: 1 : 100 000.
- Лист от карта K-35-49. Мащаб: 1 : 100 000.